# ベラルーシの大統領
ベラルーシの大統領（ベラルーシのだいとうりょう、ベラルーシ語: Прэзідэнт Рэспублікі Беларусь, ロシア語: Президент Республики Беларусь）は、ベラルーシ共和国の元首たる大統領。

## 概要
1994年のベラルーシ共和国憲法制定に伴って設けられた国家元首にあたる役職で、内政や外交の遂行、国民や住民の権利の保護、憲法保護などが大統領としての職務とされている。大統領職に関する義務や責務などは憲法の第3章79条から89条に記述がある。憲法制定時、大統領の任期は2期10年までと定められていたが、2004年の憲法改正によりこの任期は撤廃された。なお2022年憲法改正国民投票によって任期の制限は復活しているが、改憲時の大統領については通算任期数を0に戻すことも決定された。2024年時点で、アレクサンドル・ルカシェンコはベラルーシの大統領を務めた唯一の人物である。

## 歴史的背景
ベラルーシは1918年初頭にベラルーシ人民共和国として独立を宣言したが、その政府は暫定的なもので、1919年にはソビエト赤軍が強制的にベラルーシ人民共和国政府を亡命させ、ベラルーシ人民共和国は崩壊した。その後、いくつかの変遷を経て1922年には白ロシア・ソビエト社会主義共和国としてソビエト連邦の構成国となった。この時の指導者は国内で唯一合法な政党であるとされた白ロシア共産党の第一書記だった。
現在のベラルーシ共和国は、1991年のソビエト連邦の崩壊に伴って独立が宣言された。1994年まではベラルーシ最高会議議長が国家元首、首相が政府元首という位置付けだったが、同年に憲法が制定されて大統領職が設けられると、首相の役割は大統領の補佐にとどまり、最高会議議長の役職は1996年の最高会議の解散に伴って廃止された。1994年に行われた初の大統領選挙でアレクサンドル・ルカシェンコが当選し、初代大統領に就任した。2001年大統領選挙や2006年大統領選挙では、選挙が公正でないとして西側諸国や国際監視団体、国内野党などが追及したが、ルカシェンコはいずれの選挙にも当選し、大統領の地位を保った。

## 選出方法

### 立候補資格
ベラルーシ共和国憲法第80条に基づき、大統領に立候補する人物は、35歳以上の生粋のベラルーシ人に限られる。また、立候補者は10年以上ベラルーシ国内に居住していることや、合法的に投票を行うことができる者であることが条件となる。

### 選挙
大統領選挙は5年に1度、国民投票によって行われる。選挙権は18歳以上の国民に与えられている。大統領候補として登録されるためには、候補者は市民100人以上から成る後援会を持つ必要がある。この後援会は、選挙の85日前までに中央選挙管理委員会に登録されなければならない。登録の後は、候補者は有権者10万人以上の有効な署名を集める必要がある（第81条）。中央選挙管理委員会がこの閾値に達したと認めれば、候補者は大統領選への出馬が正式に認められる。投票では、有権者からの無記名投票が集められる。選挙は全有権者の50%以上が投票した場合にのみ成立したとみなされる（第82条）。1回目の投票が終了した時点で、ある候補者が半数を超える得票数を既に集めた場合は、その候補者が次期大統領に決定する。1回目の投票でどの候補者も半数を超える票を集められなかった場合は、2週間以内に最も多くの票を獲得した2人の間で決選投票が行われ、より多くの票を獲得した候補者が次期大統領に選出される（第82条）。
大統領職に空席が生じた場合、次期大統領を決める選挙は空席が生じてから30日後から70日後までの期間に行われなければならない（第81条）。また、現職の任期満了に伴う次期大統領選挙については、任期満了の2か月前までに行われなければならない。

## 大統領の権限及び義務

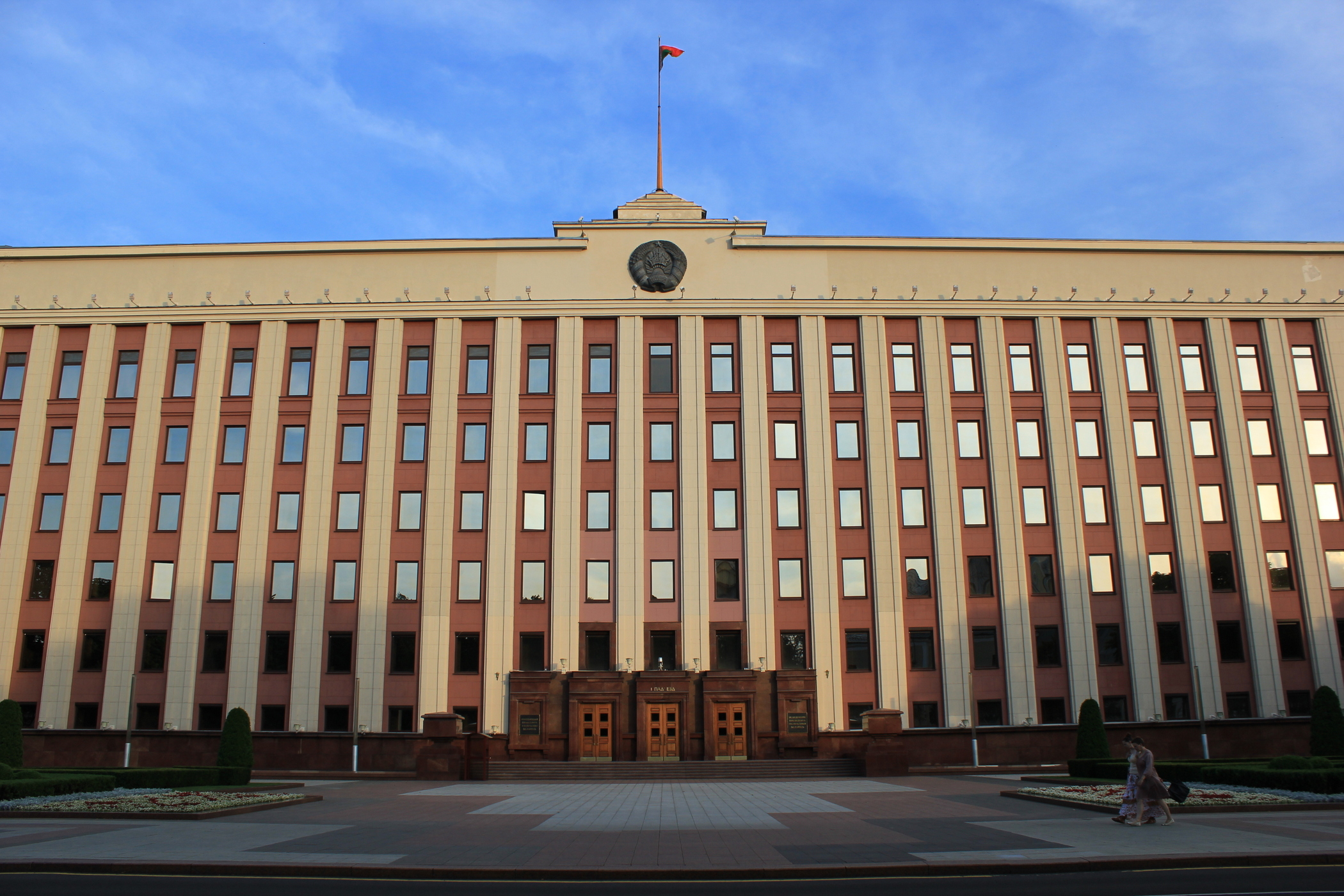
大統領官邸

大統領公邸の独立宮殿

ベラルーシ共和国憲法第84条や85条では、大統領の権限や、大統領に課された政治的、社会的、国防的な義務を示している。大統領は、国民投票の実施や代表者院（下院に相当）、共和国院（上院に相当）、地方代理機関の通常選挙及び臨時選挙の実施を決定する権限を持つ。また、憲法の範囲内で議会両院を解散させることもできる。ベラルーシの首相の任命やベラルーシ政府組織を決定するのも大統領である。大統領は法案について署名をしたり拒否権を行使したりすることができ、内容に異議を申し立てて議会に返送することも可能である。また、大統領は副首相や大臣、ベラルーシ最高裁判所長官などの人事について、任命や解任ができる。
ベラルーシ大統領は、ベラルーシ共和国軍の最高指揮官であり、ベラルーシの国土を内外の勢力から保護する義務がある。災害や暴力を伴う騒乱といった有事の際には、大統領は非常事態宣言を発令することができる。この宣言はその対象の規模に関わらず、大統領からベラルーシ共和国院に通達され、共和国院は通達から3日以内に承認を求めなければならない。この規則は、ベラルーシに対する軍事行動の可能性に対して発令される大統領の戒厳令に対しても適用される。ベラルーシ大統領はベラルーシ共和国安全保障会議の議長を務める。

## 就任宣誓
大統領に就任するものは、選挙の結果が確定してから2か月以内に就任宣誓をしなくてはならない。

## 罷免
ベラルーシ共和国憲法第87条に基づき、大統領はいつでも辞任することができる。その辞表は代表者院に送られ、受理される。また、第88条に基づき、大統領が心身の健康を害した場合には罷免される。大統領罷免決議には代表者院と共和国院の両院で3分の2以上の賛成が必要である。大統領が反逆罪のような大罪を犯した場合、代表者院の3分の1が告発をしなければならない。告発の調査は共和国院が行う。大統領を退陣まで追い込むには、3分の2以上の賛成票が集まらなければならない。大統領が刑事事件を起こした場合は、さらに最高裁判所で審査される。いずれも決議から1か月以内に行われなければ、憲法により無効とみなされる。

## 特権
ベラルーシ共和国憲法第79条に基づき、大統領は反逆罪などの重大な犯罪を除いて、逮捕を免除される特権を持つ。同じく憲法第79条に基づいて、大統領の名誉や尊厳は国内法によって保護されている。大統領への名誉棄損とみなすことのできるテレビや新聞の報道は、ベラルーシ報道法第5条により違法とされる。
大統領官邸はベラルーシの首都ミンスクの10月広場にあるスターリン様式の建物で、この官邸に近い道路は交通規制が敷かれ、周囲を警察がパトロールしている。大統領は同じくミンスクにある独立宮殿も使用できる。

## 大統領の一覧
| 最高会議議長 | 最高会議議長                                                  | 最高会議議長 | 最高会議議長 | 最高会議議長                    | 最高会議議長                  | 最高会議議長 | 最高会議議長 |
| 代           | 議長                                                          | 議長         | 所属政党     | 期                              | 在任期間                      | 在任期間     | 備考         |
| ------------ | ------------------------------------------------------------- | ------------ | ------------ | ------------------------------- | ----------------------------- | ------------ | ------------ |
| 001          | スタニスラフ・シュシケビッチ Станісла́ў Станісла́вавіч Шушке́віч |              | 無所属       | 1                               | 1991年9月19日 - 1994年1月26日 | 2年 + 129日  |              |
| 00-          | ヴィアチェスラフ・クズネツォフ Вячаслаў Кузняцоў              |              | 無所属       | -                               | 1994年1月26日 - 1994年1月28日 | 2日          |              |
| 002          | メチスラフ・リーブ Мечыслаў Грыб                              |              | 無所属       | 2                               | 1994年1月28日 - 1994年7月20日 | 173日        |              |
| 大統領       |                                                               |              |              |                                 |                               |              |              |
| 代           | 大統領                                                        | 大統領       | 所属政党     | 期                              | 在任期間                      | 在任期間     | 備考         |
| 001          | アレクサンドル・ルカシェンコ Алякса́ндр Рыго́равіч Лукашэ́нка    |              | 無所属       | 1                               | 1994年7月20日 - 2001年9月9日  | 30年 + 235日 |              |
| 001          | アレクサンドル・ルカシェンコ Алякса́ндр Рыго́равіч Лукашэ́нка    | 2            | 無所属       | 2001年9月9日 - 2006年3月19日    |                               | 30年 + 235日 |              |
| 001          | アレクサンドル・ルカシェンコ Алякса́ндр Рыго́равіч Лукашэ́нка    | 3            | 無所属       | 2006年3月19日 - 2010年12月19日  |                               | 30年 + 235日 |              |
| 001          | アレクサンドル・ルカシェンコ Алякса́ндр Рыго́равіч Лукашэ́нка    | 4            | 無所属       | 2010年12月19日 - 2015年10月11日 |                               | 30年 + 235日 |              |
| 001          | アレクサンドル・ルカシェンコ Алякса́ндр Рыго́равіч Лукашэ́нка    | 5            | 無所属       | 2015年10月11日 - 2020年8月9日   |                               | 30年 + 235日 |              |
| 001          | アレクサンドル・ルカシェンコ Алякса́ндр Рыго́равіч Лукашэ́нка    | 6            | 無所属       | 2020年8月9日 - （現職）         |                               | 30年 + 235日 |              |